# 青春の抗議

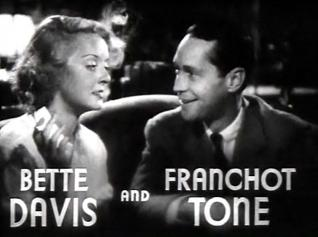
ベティ・デイヴィス(左)とフランチョット・トーン(予告編より)

『青春の抗議』（せいしゅんのこうぎ、原題：英語: Dangerous）は、1935年に製作・公開されたアメリカ合衆国の映画である。

## 概要
アルフレッド・E・グリーンが監督、ベティ・デイヴィスとフランチョット・トーンが主演した。

## キャスト
- ジョイス・ヒース：ベティ・デイヴィス
- ドン・ベロウズ：フランチョット・トーン
- ゲイル・アーミテージ：マーガレット・リンゼイ

## スタッフ
- 監督：アルフレッド・E・グリーン
- 製作総指揮：ジャック・L・ワーナー、ハル・B・ウォリス（両者共にクレジットなし）
- 脚本：レアード・ドイル
- 音楽監督：レオ・F・フォーブスタイン
- 撮影：アーネスト・ホーラー
- 編集：トーマス・リチャーズ
- 美術：ヒュー・レティカー
- 衣装：オリー＝ケリー

## アカデミー賞受賞
- 主演女優賞：ベティ・デイヴィス